# Агнотологија
Агнотологија (раније позната као агнатологија) је проучавање културно изазване игнорантности или сумње, посебно објављивања нетачних или обмањујућих научних података . Смислили су је 1995. Роберт Н. Проктор, професор Универзитета Станфорд  и лингвиста Иаин Боал .    Реч је заснована на старогрчкојј грчкој речи ἄγνωσις , агносис, „незнање“ (уп. Атички грчки αγνωτος „непознат“  ), и -λογία , -логиа .  Проктор као главни пример наводи рекламну кампању дуванске индустрије за производњу сумње у вези са канцерогеним и другим штетним ефектима употребе дувана .   Уопштеније, термин такође наглашава стање када више знања о предмету оставља неизвесније него раније.